# Ромео (Мичиган)
Ромео (на английски: Romeo) е село в окръг Макомб, Мичиган, Съединени американски щати. Населението му е 3620 души (по приблизителна оценка от юли 2017 г.).
В Ромео е роден музикантът Кид Рок (р. 1971).